# 染纱
染纱是将染料以物理、化学或两者结合的反应方式上染到纱线的过程。按照纱线染色时的形态一般分为筒子染色、经轴染色、绞纱染色。染纱所用的染料主要分为活性、酸性、直接、分散、还原、阳离子、硫化、冰染料等等，一般的纤维素纤维（包括纯棉和再生纤维素纤维）大多使用活性染料染色，染色温度一般为60℃~80℃；涤纶纤维多采用分散染料，110℃~140℃染色。羊毛等蛋白质纤维以酸性染染料为主，染色温度70℃~100℃。